# 2013 en sports équestres
Chronologie des sports équestres
- 2012 en sports équestres - 2013 en sports équestres - 2014 en sports équestres

Cet article présente les faits marquants de l'année 2013 en sports équestres.

## Événements

### Janvier
- 16 au 20 janvier : 28e édition de Cheval Passion en Avignon (France)[1].

### Mars
- 13 mars : sortie au cinéma de Jappeloup, film retraçant l'histoire de Jappeloup de Luze, cheval champion de saut d'obstacles[2].
- 17 mars : la Nouvelle-Zélande remporte les championnats du monde de pony-games dont l'édition est organisé dans son propre pays[3].

### Avril
- 28 avril :  l'américaine Beezie Madden remporte la finale de la coupe du monde de saut d'obstacles 2012-2013 à Göteborg (Suède) sur son cheval Simon[4].

### Juillet
- 1er juillet : la fédération équestre internationale annonce par communiqué que la ville canadienne de Bromont, seule candidate en lice à l'organisation des jeux équestres mondiaux de 2018, n'a pas été retenue en raison d'un montage financier jugé trop faible[5]. Le processus de candidature est donc relancé[6].
- 19 juillet : inauguration de la nouvelle piste de cross du haras national du Pin qui servira pour les jeux équestres mondiaux de 2014 qui se dérouleront en Normandie[7].

### Août
- 13 au 17 août : les équipes de France de horse-ball mixtes, féminines et moins de 16 ans remportent chacune les championnats d'Europe de horse-ball[8].
- 23 août : la britannique Charlotte Dujardin remporte le championnat d'Europe de dressage sur Valegro à Herning (Danemark)[9].
- 24 août : le français Roger-Yves Bost remporte le championnat d'Europe de saut d'obstacles sur Myrtille Paulois à Herning (Danemark)[10]. Le Royaume-Uni remporte la médaille d'or par équipe.

### Septembre
- 1er septembre : le cavalier allemand Michael Jung et son cheval Halunke remportent le championnat d'Europe de concours complet d'équitation à Malmö (Suède). L'équipe allemande remporte également la médaille d'or par équipe tandis que la France termine troisième[11].
- 8 septembre : l'espagnol Augustin Hidalgo Fernandez et son cheval Timba remportent le championnat d'Europe jeunes cavaliers de TREC à Mont-le-Soie (Belgique). La française Marie-Loup Bertrand termine à la seconde place[12].
- 14 septembre : l'équipe de France d’endurance remporte les championnats d'Europe à Most (République tchèque). L'espagnol Jaume Punti Dachs sur Quran El Ulm remporte l'épreuve en individuel en 7 heures 42 minutes et 40 secondes pour les 160 km[13],[14].
- 22 septembre : 24e journée du cheval organisée par la fédération française d’équitation[15].
- 28 septembre et 29 septembre : championnat de France Percheron au Haras national du Pin[16].
- 26 au 29 septembre : championnats de France Master Pro de Dressage, à Saumur[17].
- 29 septembre : la France remporte la finale de la coupe des nations de saut d'obstacles 2013, à Barcelone (Espagne)[18].

### Octobre
- 30 octobre : début du salon Equita'Lyon.
- 11 au 14 octobre : le Royaume-Uni remporte la coupe des nations de concours complet 2013 à l'issue de la dernière étape de Boekelo (Pays-Bas)[19].

### Novembre
- 3 novembre : fin du salon Equita'Lyon.
- 30 novembre : début du salon du cheval de Paris.

### Décembre
- 2 décembre : annonce prévue de la nouvelle liste des villes candidates aux jeux équestres mondiaux de 2018[20].
- 8 décembre : fin du salon du cheval de Paris.
- 17 décembre : 93,975 %, c'est le nouveau record du monde de note en reprise libre en musique obtenu par la britannique Charlotte Dujardin avec son cheval Valegro durant l’étape de la coupe du monde de dressage à Londres[21].